# Bedřichov (Pacov)
Bedřichov (německy Friedrichshof) je malá vesnice, část města Pacov v okrese Pelhřimov. Nachází se asi 3 km na západ od Pacova. Západně od Bedřichova protéká řeka Trnava, která je levostranným přítokem řeky Želivky.
Bedřichov leží v katastrálním území Bedřichov u Zhořce o rozloze 1,9 km².

## Historie
První písemná zmínka o vesnici pochází z roku 1542.
V letech 1850–1910 byla vesnice součástí obce Zhoř, v roce 1921 a v letech 1961–1980 součástí obce Zhořec, v letech 1930–1950 samostatnou obcí a od 1. července 1980 se stala součástí města Pacov.

## Pamětihodnosti
- Bývalá tvrz

## Galerie

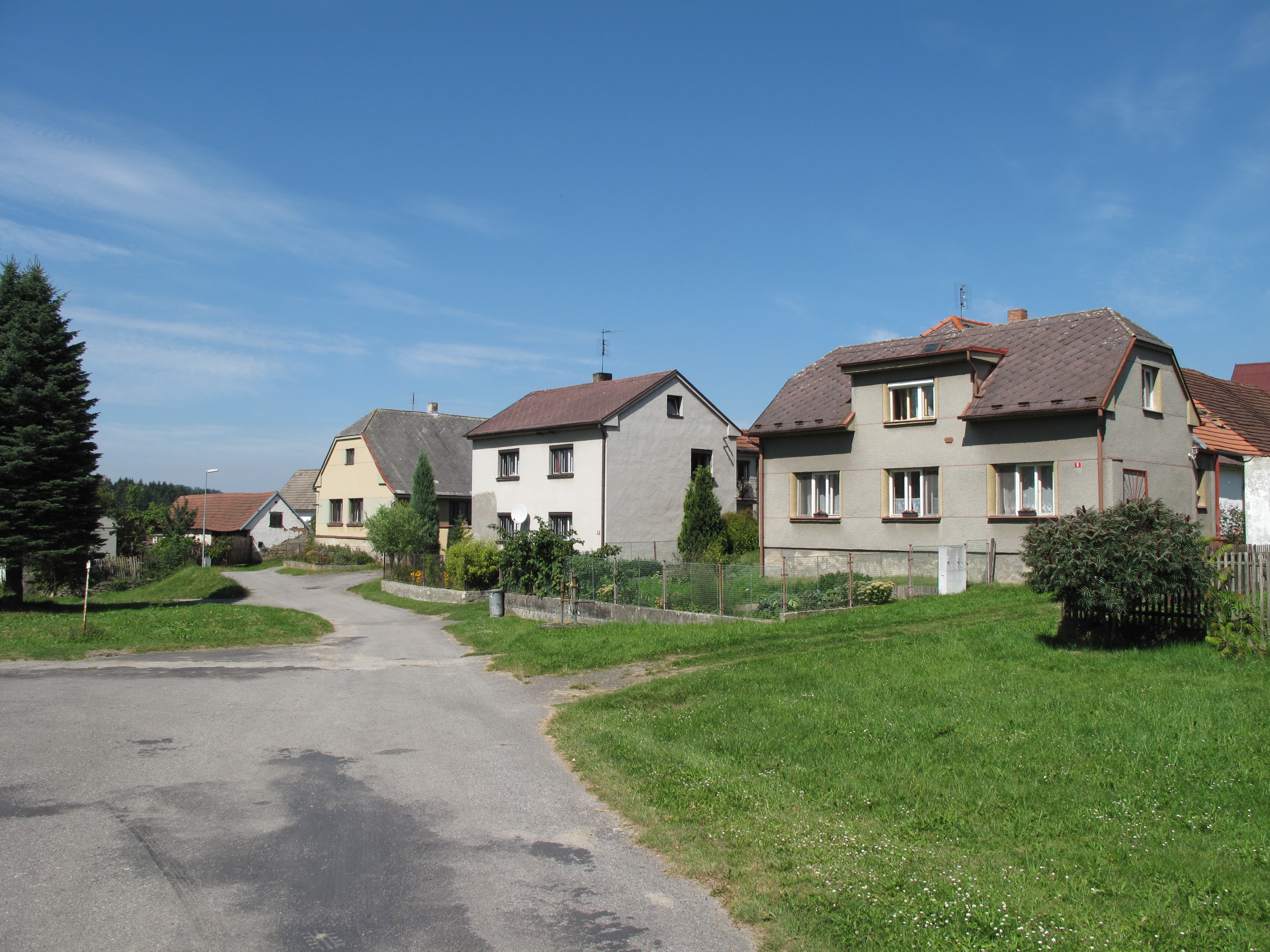
Domy
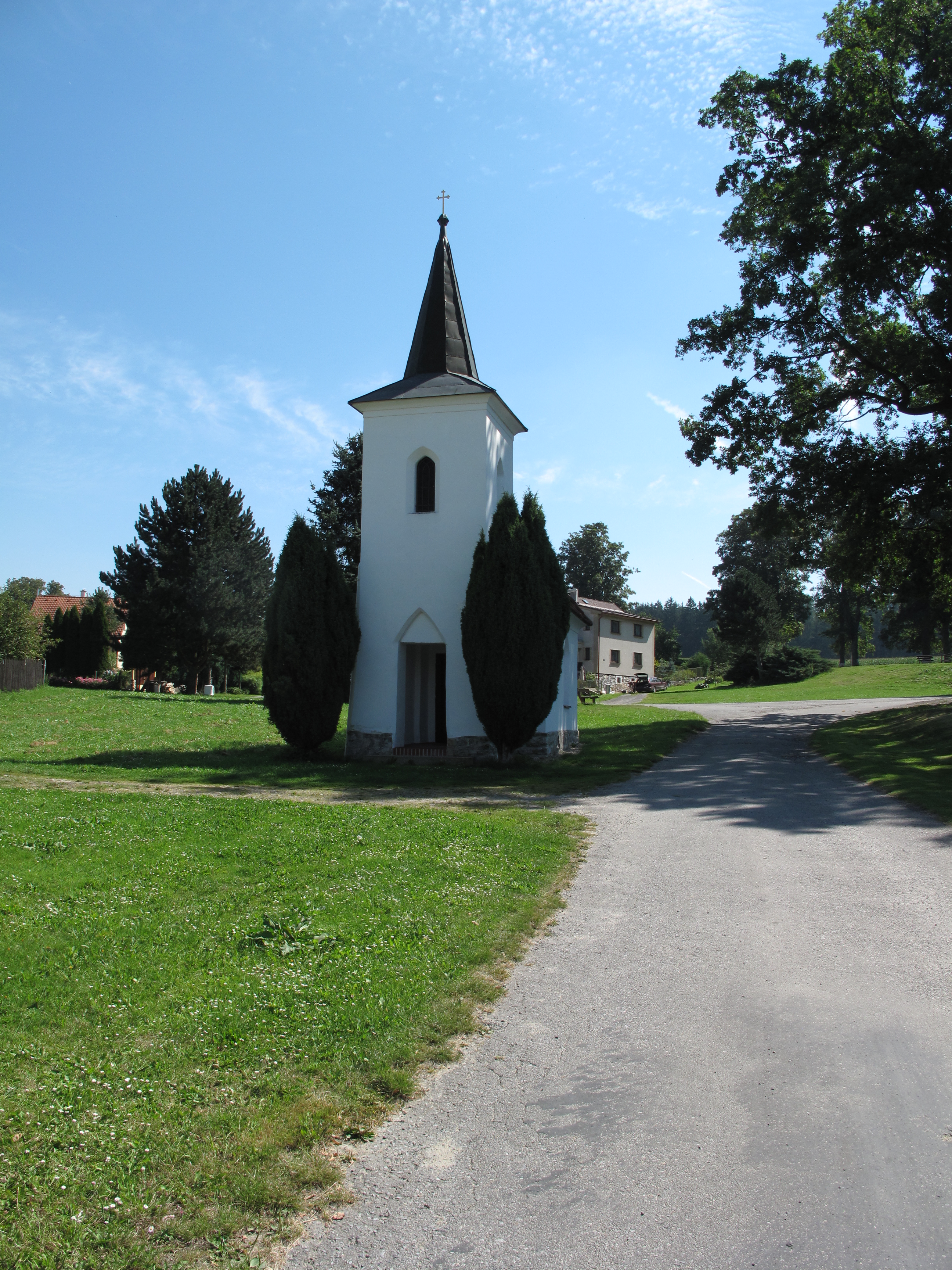
Kaplička
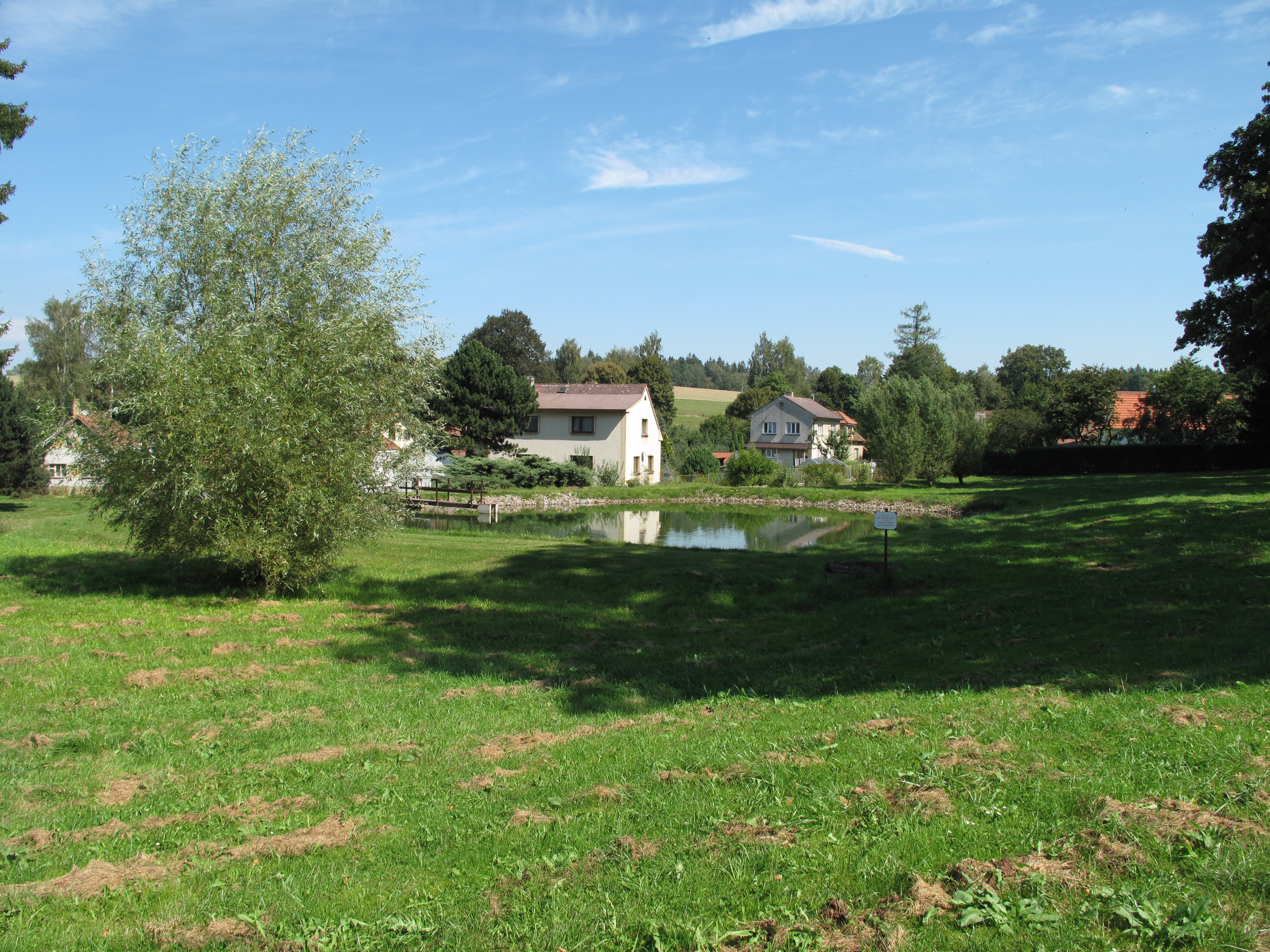
Rybník